# 汗華囇號 (1813年)
汗華囇號，又譯皋華麗號、康華麗號、康沃利斯號等，是英國海軍一艘三等風帆戰艦，建於1813年，於1957年拆解。該艦原來裝有74座大炮，於1855年減少到60座大炮並安裝了螺旋槳，以當時英國海軍將領威廉·康沃利斯（William Cornwallis）命名。

## 著名事件
1842年8月29日，康沃利斯号成為了大清與英國簽署《南京條約》的地方。

## 外部連結
维基共享资源上的相關多媒體資源：汗華囇號